# Orgaan van Jacobson

A = Oog
B = Traanklier
C = Neusholte met weefsel
D = Inwendige neusopening
E = Uitwendige neusopening
F = Uitgestoken tong
G = Ingetrokken tong
H = Orgaan van Jacobson

Het orgaan van Jacobson is het reukorgaan van slangen en sommige hagedissen zoals skinken en varanen. Ook zoogdieren zoals egels, katten, honden, olifanten en neushoorns hebben een dergelijk orgaan.

## Werking en anatomie
De wetenschappelijke naam van dit zintuig is het organum vomeronasale. De vomer (Latijn ploegschaar) is het ploegschaarbeen in de neus.  Het orgaan is vergelijkbaar met de menselijke reuk- en smaakorganen neus en mond, omdat zowel de tong als een soort neusweefsel betrokken zijn bij het gebruik van dit orgaan. 
De werking is per diergroep iets verschillend. Een zoogdier ademt lucht in en voert die langs het orgaan van Jacobson. Een reptiel daarentegen steekt de tong uit, waarop geurdeeltjes blijven plakken, en vervolgens stopt het de uiteinden van de tong in een holte en strijkt deze langs het orgaan van Jacobson, waar de opgenomen deeltjes worden herkend door gespecialiseerde receptoren. De reactie van het dier is afhankelijk van het type geur dat wordt opgevangen, prooien, soortgenoten en vijanden kunnen met behulp van dit orgaan worden onderscheiden. Wanneer een slang een interessante geur denkt op te pikken gaat de tong sneller werken, vandaar dat bijvoorbeeld een slang al snel kwispelt met de tong wanneer ze wordt verstoord. Het bewegen van de tong om geurdeeltjes op te pikken wordt tongelen genoemd.
Het orgaan van Jacobson is hierboven schematisch weergegeven; het betreft in het voorbeeld de kop van een slang.
Zoals te zien is, hebben slangen meer weefsel in de neusholte dan in het orgaan van Jacobson, maar dit neusweefsel heeft door de grote effectiviteit van het extra orgaan waarschijnlijk langzaam de geurcellen verloren, en dient enkel voor het bevochtigen van de lucht: het is een ondergeschikt reukorgaan dat veel minder kan waarnemen. Het orgaan van Jacobson wordt bevochtigd door een uitgroeiing van de traanklier.
Bij veel hagedissen is de tong spits, maar bij hazelwormen, slangen en varanen is ze gespleten. Dit geeft ze een veel grotere efficiëntie, omdat ze met een gespleten tong beter in stereo kunnen ruiken. Ze kunnen dus waarnemen waar de geur sterker is, een aanduiding waar die wellicht vandaan komt. Ook de meeste zoogdieren (waaronder mensen) kunnen dat, omdat hun uitwendige neusopening uit twee neusgaten bestaat. Mensen kunnen echter moeilijker dan honden en andere zoogdieren met een natte neus de richting van luchtstromen vaststellen en dus waar een geur wellicht precies vandaan komt.